# 239203 Simeon
239203 Simeon este o planetă minoră (asteroid), cu un diametru de 2,97 km, din centura de asteroizi. A fost descoperită pe 27 iulie 2006 la  de Filip Fratev⁠(d). 
Obiectul prezintă o orbită caracterizată de o semiaxă mare de 2,5554625389957 UAi, o excentricitate de 0,27, o înclinație de 5,1 ° în raport cu ecliptica.